# SoundCloud
SoundCloud és una plataforma de distribució d'àudio en línia on els usuaris poden col·laborar, promocionar i distribuir els seus projectes musicals.

## Informació general
SoundCloud és una xarxa social per a músics, punxa-discos i productors, on disposen de canals per a la distribució de la seva música. És un sistema semblant a My Song o Songpull, amb la diferència que a SoundCloud el que es pretén és mostrar la música ja acabada i enllestida per ser escoltada. SoundCloud analitza la cançó i la seva ona sonora, amb l'objectiu que qualsevol persona que l'estigui escoltant pugui deixar el seu comentari en un moment determinat de l'àudio.

## Història
Originalment, SoundCloud es va iniciar a Estocolm, Suècia, però es va establir a Berlín, Alemanya l'agost del 2007 pel dissenyador de so Alex Ljung i l'artista Eric Wahlforss. Tenia la intenció de permetre que els músics compartissin enregistraments, però més tard es va transformar en una eina de publicació completa que també permetia als músics distribuir les seves pistes de música.
Pocs mesos després de començar a operar, SoundCloud ja competia amb força contra MySpace com a plataforma per als músics que distribueixen la seva música d'una forma més directa i que permet interaccionar de forma més àgil amb els fans.

## Característiques
SoundCloud permet als artistes penjar la seva música amb un URL distintiu, cosa que no passa a MySpace, que ofereix música només en el lloc de MySpace. En permetre que els arxius de so puguin ser integrats en qualsevol lloc, SoundCloud es pot combinar amb Twitter i Facebook per permetre als membres captar audiència més fàcilment.
La plataforma distribueix música amb Widgets i aplicacions. Això permet als usuaris mostrar la seva música en el seu propi bloc o lloc web. A més a més, SoundCloud publica automàticament les pistes d'audio que va penjant cada músic (per exemple a Twitter o Facebook si hi ha un compte).
SoundCloud té un API que permet a altres aplicacions o telèfons intel·ligents carregar o descarregar la música i els arxius de so. Les aplicacions són disponibles per a iPhone, iPad, plataformes Android i està previst que també sigui compatible amb l'aplicació Symbian. Aquest API s'ha integrat en diverses aplicacions, sobretot la versió Pro de la PreSonus Studio One DAW. Hi ha altres serveis web integrats amb l'API, incloent-hi Songkick i FourSquare.
SoundCloud mostra les pistes d'audio gràficament com a formes d'ona i permet als usuaris fer comentaris sobre parts específiques de la pista (coneguts com a comentaris cronometrats), compartir l'arxiu i, en alguns casos, descarregar-lo. A l'hora de pujar arxius, no hi ha cap grandària màxima determinada i amb el paquet bàsic gratuït es poden pujar fins a dues hores de música.
També proporciona als usuaris la capacitat de crear i unir-se a grups que proporcionen un espai comú de continguts que es recullen i es comparteixen. A més a més, es poden seguir a tots els músics que més interessin per veure ràpidament les seves actualitzacions i disposa d'un Dropbox on els músics poden rebre arxius d'audio dels seus fans.

## Subscripció de pagament
SoundCloud ofereix avantatges addicionals per als usuaris amb subscripcions de pagament. Hi ha quatre tipus de tarifes, que van des dels 29 euros fins als 500 euros l'any. A aquests usuaris se'ls dona més espai d'allotjament i poden distribuir les seves cançons o enregistraments a més grups i usuaris, crear carpetes d'enregistrament i fer un seguiment més exhaustiu amb estadístiques de cadascuna de les seves pistes.
Les dades estadístiques addicionals aniran desbloquejant-se en funció de la subscripció triada, inclòs el nombre d'escolta per cançó per usuari i el país d'origen de la persona que l'ha escoltat.

## Reconeixement
SoundCloud va guanyar el Premi "Schroders Innovation" als premis European Tech Tour 2011.